# Беріка
Беріка (груз. ბერიკა) — в грузинській міфології — божество родючості.
Беріка представлявся як зооморфне божество — найчастіше, у вигляді чорного козла. Беріка був головним персонажем весняного аграрного свята родючості та відродження природи, який називався берікаоба. Учасники цього свята одягали козячі чи овечі шкури, прив'язували собі копита та роги, а також фарбували обличчя в чорний колір або надягали чорну повстяну маску.